# Nekrolog 1. Quartal 1966
Nekrolog
◄◄
| ◄
| 1962
| 1963
| 1964
| 1965
| 1966 | 1967 | 1968 | 1969 | 1970 | ► | ►►
1. Quartal |
2. Quartal |
3. Quartal |
4. Quartal 1966
Weitere Ereignisse | Allgemeiner Nekrolog 1966
Die Beschreibung der verstorbenen Person sollte so kurz wie möglich gehalten sein und nur deren signifikante Tätigkeit(en) enthalten.
Neue Namen ggf. auch unter dem Geburts- und Sterbedatum, also etwa unter 1. Januar und im Geburts- und Sterbejahr (2024) eintragen (nur bei entsprechender großer Wichtigkeit). Für Beispiele siehe die schon vorhandenen Artikel.
Außerdem über die fünf zuletzt Verstorbenen, zu denen es einen ausreichend guten Artikel für eine Präsentation auf der Hauptseite gibt, nach der todesbedingten Überarbeitung der Artikel ggf. auch unter Wikipedia Diskussion:Hauptseite informieren und sie am besten auch in den anderen Wikipedia-Sprachversionen eintragen. Tipp: Regelmäßig bei news.google.de nach „ist tot“, „gestorben“ oder „verstorben“ suchen.
Wenn eine Person gestorben ist, gibt es viele Seiten zu dieser Person in der Wikipedia, die davon auch betroffen sind und entsprechend aktualisiert werden müssen. Beispiele: Namenübersichtsseite, Geburtsjahr, Geburtsort-Seiten und viele mehr.
Wie finde ich die betroffenen Seiten?
Im Suchfeld auf der linken Seite gibt man den Suchbegriff so ein: „Vorname Nachname“. Dann klickt man auf Volltext und alle Seiten mit entsprechendem Suchtext werden aufgerufen. Hier sieht man dann schnell, wo auch das Todesjahr Sinn macht oder sogar ein Teil des Artikels angepasst werden muss. Auch hilft das „Werkzeug“ auf der linken Seite sehr gut, um solche Seiten aufzufinden: „Links auf diese Seite“. Somit ist die Wikipedia wieder aktuell in allen Bereichen! Hinweis: bei Eintragung der Kategorie „Gestorben JAHR“ wird der Missbrauchsfilter 49 ausgelöst, was jedoch nicht schlimm ist. Siehe: Spezial:Missbrauchsfilter/49
Dies ist eine Liste von im ersten Quartal 1966 verstorbenen bekannten Persönlichkeiten. Die Einträge erfolgen innerhalb der einzelnen Daten alphabetisch sortiert. Tiere sind im Nekrolog für Tiere zu finden.

## Januar
| Tag        | Name                                               | Beruf, bekannt als                                                                                          | Alter | Beleg |
| ---------- | -------------------------------------------------- | --- | ----- | ----- |
| 1. Januar  | Vincent Auriol                                     | französischer Politiker, Mitglied der Nationalversammlung und Präsident der französischen Republik          | 81    |       |
| 1. Januar  | Reinhard Dahms                                     | deutscher Grenzsoldat, Todesopfer an der innerdeutschen Grenze                                              | 21    |       |
| 1. Januar  | Heinrich Dietrich                                  | deutscher Landespolitiker (KPD), MdBB                                                                       | 58    |       |
| 1. Januar  | Friedrich Wilhelm Levi                             | deutscher Wissenschaftler                                                                                   | 77    |       |
| 1. Januar  | V. P. Menon                                        | indischer Beamter in der Verwaltung Britisch-Indiens                                                        | 71    |       |
| 1. Januar  | Heinrich von Wolffersdorff                         | deutscher Augenarzt                                                                                         | 60    |       |
| 2. Januar  | Dino Alfieri                                       | italienischer Politiker des Faschismus, Mitglied der camera                                                 | 79    |       |
| 2. Januar  | Hetty Broedelet-Henkes                             | niederländische Malerin                                                                                     | 88    |       |
| 2. Januar  | Paul Diepgen                                       | deutscher Gynäkologe und Medizinhistoriker                                                                  | 87    |       |
| 2. Januar  | Fujikage Seiju                                     | japanische Tänzerin                                                                                         | 85    |       |
| 2. Januar  | Otto Haupt                                         | deutscher Architekt, Kunstgewerbler und Hochschullehrer                                                     | 74    |       |
| 2. Januar  | Josef Jansen                                       | deutscher Diplomat                                                                                          | 56    |       |
| 2. Januar  | Renate Schubert                                    | deutsche Nachwuchsschauspielerin                                                                            | 25    |       |
| 02. Januar | Edwin Swatek                                       | US-amerikanischer Schwimmer und Wasserballspieler                                                           | 80    |       |
| 2. Januar  | Adalbert Ullmer                                    | deutscher Politiker (NSDAP), MdR                                                                            | 69    |       |
| 2. Januar  | Ernest Hatch Wilkins                               | US-amerikanischer Romanist und Italianist                                                                   | 85    |       |
| 3. Januar  | Theo Aeckerle                                      | deutscher Maler der Moderne                                                                                 | 73    |       |
| 3. Januar  | Ady Berber                                         | österreichischer Freistilringer und Schauspieler                                                            | 52    |       |
| 3. Januar  | Gianni di Venanzo                                  | italienischer Kameramann                                                                                    | 45    |       |
| 3. Januar  | Hannah Forster                                     | gambische Unternehmerin und Politikerin                                                                     | 72    |       |
| 3. Januar  | Marguerite Higgins                                 | US-amerikanische Journalistin und Kriegsberichterstatterin                                                  | 45    |       |
| 3. Januar  | Erich Kürschner                                    | deutscher evangelischer Pfarrer, religiöser Sozialist und Widerstandskämpfer                                | 76    |       |
| 3. Januar  | Toivo Ovaska                                       | finnischer Eisschnellläufer                                                                                 | 66    |       |
| 3. Januar  | Elfriede Rotermund                                 | deutsche Schriftstellerin und Lehrerin                                                                      | 81    |       |
| 3. Januar  | Friedrich Stieve                                   | deutscher Schriftsteller, Historiker und Diplomat                                                           | 81    |       |
| 3. Januar  | Geoffrey Waddington                                | kanadischer Geiger und Dirigent                                                                             | 61    |       |
| 3. Januar  | Georges Wagemans                                   | belgischer Eiskunstläufer                                                                                   | 85    |       |
| 4. Januar  | Pietro Ago                                         | italienischer General und Politiker                                                                         | 93    |       |
| 4. Januar  | Cecil Copping                                      | US-amerikanischer Filmkomponist                                                                             | 77    |       |
| 4. Januar  | Guido Fiorini                                      | italienischer Architekt und Filmarchitekt                                                                   | 68    |       |
| 4. Januar  | Heinrich Krahnstöver                               | deutscher Jurist                                                                                            | 82    |       |
| 4. Januar  | Georges Theunis                                    | belgischer Politiker und Premierminister                                                                    | 92    |       |
| 4. Januar  | Henry Torrès                                       | französischer Anwalt                                                                                        | 74    |       |
| 4. Januar  | Inga Grigorjewna Woronina                          | sowjetische Eisschnellläuferin                                                                              | 29    |       |
| 5. Januar  | Richard C. Dillon                                  | US-amerikanischer Politiker                                                                                 | 88    |       |
| 5. Januar  | Fritz Heidenreich                                  | deutscher Bildhauer                                                                                         | 70    |       |
| 5. Januar  | Gian Gaspare Napolitano                            | italienischer Journalist, Schriftsteller und Drehbuchautor                                                  | 58    |       |
| 5. Januar  | Frank S. Nugent                                    | US-amerikanischer Drehbuchautor                                                                             | 57    |       |
| 5. Januar  | Fridolin Tschudi                                   | Schweizer Schriftsteller                                                                                    | 53    |       |
| 6. Januar  | Albrecht Brandi                                    | deutscher Marineoffizier, zuletzt Fregattenkapitän und U-Boot-Kommandant im Zweiten Weltkrieg               | 51    |       |
| 6. Januar  | Wilhelm Brockhoff                                  | deutscher Politiker                                                                                         | 79    |       |
| 6. Januar  | Harmar D. Denny                                    | US-amerikanischer Politiker                                                                                 | 79    |       |
| 6. Januar  | Hubert Giertz                                      | Priester und Offizial im Erzbistum Köln                                                                     | 81    |       |
| 6. Januar  | Kurt Hellwig                                       | deutscher Handwerker und Politiker (DNVP), MdR                                                              | 75    |       |
| 6. Januar  | Jean Lurçat                                        | französischer Maler, Keramiker und Bildwirker                                                               | 73    |       |
| 6. Januar  | Heinrich Ohrmann                                   | deutscher römisch-katholischer Theologe                                                                     | 80    |       |
| 6. Januar  | Arnold Ramsden                                     | englisch-US-amerikanischer Fußballspieler und -funktionär                                                   |       |       |
| 6. Januar  | Eduard Schulte                                     | deutscher Industrieller                                                                                     | 75    |       |
| 6. Januar  | Rudolf Trenz                                       | saarländischer Fahrsteiger und Politiker, Bürgermeister und MdL                                             | 83    |       |
| 7. Januar  | Agnes Asche                                        | deutsche Widerstandskämpferin                                                                               | 74    |       |
| 7. Januar  | Hilmer Freiherr von Bülow                          | deutscher Generalleutnant im Zweiten Weltkrieg sowie Militärschriftsteller                                  | 82    |       |
| 7. Januar  | Allan Chapman                                      | britischer Politiker                                                                                        |       |       |
| 7. Januar  | Heinrich Franke                                    | deutscher Physiker und Politiker (SPD), MdL                                                                 | 78    |       |
| 7. Januar  | William Jeffrey                                    | US-amerikanischer Fußballtrainer                                                                            | 73    |       |
| 7. Januar  | Hans Kellerhals                                    | Schweizer Justizvollzugsbeamter                                                                             | 68    |       |
| 7. Januar  | Bimal Roy                                          | indischer Filmregisseur, Produzent und Kameramann                                                           | 56    |       |
| 7. Januar  | Alma Sorell                                        | österreichische Schauspielerin                                                                              | 82    |       |
| 7. Januar  | Valeska Stock                                      | deutsche Schauspielerin                                                                                     | 78    |       |
| 7. Januar  | Anton Nikolajewitsch Wolski                        | russischer Metallurg, Physikochemiker und Hochschullehrer                                                   | 68    |       |
| 8. Januar  | Alberto Cianca                                     | italienischer Politiker und Journalist                                                                      | 82    |       |
| 8. Januar  | Marthe Cnockaert                                   | belgische Spionin und Schriftstellerin                                                                      | 73    |       |
| 8. Januar  | Martha Fuchs                                       | deutsche Politikerin (SPD), MdL und Oberbürgermeisterin der Stadt Braunschweig                              | 73    |       |
| 8. Januar  | Aloysius Paul Grafenberger                         | deutscher Pfarrer                                                                                           | 64    |       |
| 8. Januar  | Otto Keilholz                                      | deutscher Politiker (SPD), MdA                                                                              | 74    |       |
| 8. Januar  | Fritz Erich Koch                                   | deutscher Rechtswissenschaftler                                                                             | 78    |       |
| 8. Januar  | Manfred Malkin                                     | US-amerikanisch-russischer Pianist und Musikpädagoge                                                        | 81    |       |
| 8. Januar  | Rebecca Sieff                                      | britische Zionistin                                                                                         | 75    |       |
| 9. Januar  | Hans Adler                                         | deutscher Wirtschaftsanwalt                                                                                 | 66    |       |
| 9. Januar  | Eusebio Rodolfo Cordón Cea                         | Präsident von El Salvador                                                                                   | 66    |       |
| 9. Januar  | Robert Faas                                        | deutscher Fußballspieler                                                                                    | 76    |       |
| 9. Januar  | Friedrich Wilhelm Foerster                         | deutscher Philosoph und Pazifist                                                                            | 96    |       |
| 9. Januar  | Vladas Jurgutis                                    | litauischer katholischer Geistlicher und Politiker                                                          | 80    |       |
| 9. Januar  | Tatsuyoshi Miki                                    | japanischer Tennisspieler                                                                                   | 61    |       |
| 9. Januar  | Ladislav Prokeš                                    | tschechoslowakischer Schachstudienkomponist                                                                 | 81    |       |
| 9. Januar  | Hugh Sanders                                       | US-amerikanischer Schauspieler                                                                              | 54    |       |
| 9. Januar  | Haro Stepanjan                                     | armenischer Komponist                                                                                       | 68    |       |
| 9. Januar  | Albert Stevens                                     | amerikanischer Anstreicher und radioaktivster Mensch aller Zeiten                                           | 79    |       |
| 9. Januar  | Rose Woldstedt-Lauth                               | elsässisch-deutsche Schriftstellerin                                                                        | 76    |       |
| 10. Januar | Josef Albrecht                                     | deutscher Schauspieler und Sänger                                                                           | 71    |       |
| 10. Januar | Hermann Kasack                                     | deutscher Schriftsteller und Dichter                                                                        | 69    |       |
| 10. Januar | Claus Leusser                                      | deutscher Richter                                                                                           | 56    |       |
| 10. Januar | Lucien Virlouvet                                   | französischer Automobilrennfahrer                                                                           | 65    |       |
| 11. Januar | Dieter Brandes                                     | deutsches Todesopfer der Berliner Mauer                                                                     | 19    |       |
| 11. Januar | Hermann Brühlmeyer                                 | österreichischer Fotograf                                                                                   | 73    |       |
| 11. Januar | Vernon Dahmer                                      | US-amerikanischer Bürgerrechtler                                                                            | 57    |       |
| 11. Januar | Alberto Giacometti                                 | Schweizer Künstler und Plastiker                                                                            | 64    |       |
| 11. Januar | Arno Glockauer                                     | deutscher Turner                                                                                            | 76    |       |
| 11. Januar | Hannes Kolehmainen                                 | finnischer Langstreckenläufer                                                                               | 76    |       |
| 11. Januar | Lal Bahadur Shastri                                | indischer Premierminister                                                                                   | 61    |       |
| 12. Januar | Oskar Bürgener                                     | deutscher Gymnasiallehrer, Biologe und Botaniker                                                            | 89    |       |
| 12. Januar | Kurt Conle                                         | deutscher Unternehmer, Gründer der Fluggesellschaft LTU                                                     | 47    |       |
| 12. Januar | Narhar Vishnu Gadgil                               | indischer Politiker                                                                                         | 70    |       |
| 12. Januar | Carlo Galli                                        | italienischer Diplomat                                                                                      | 87    |       |
| 12. Januar | Adolf Greber                                       | österreichischer Politiker, Landtagsabgeordneter zum Vorarlberger Landtag                                   | 69    |       |
| 12. Januar | Max Ras                                            | Schweizer Journalist und Verleger                                                                           | 76    |       |
| 13. Januar | Hermann Cummerow                                   | deutscher SS-Brigadeführer                                                                                  | 88    |       |
| 13. Januar | Hans Eckensberger                                  | deutscher Journalist                                                                                        | 68    |       |
| 13. Januar | Erkki Gustafsson                                   | finnischer Fußballspieler                                                                                   | 53    |       |
| 13. Januar | Peter Harlan                                       | deutscher Lautenist und Musikinstrumentenbauer                                                              | 67    |       |
| 13. Januar | Harald Hedjerson                                   | schwedischer Skisportler                                                                                    | 52    |       |
| 13. Januar | Carl Sattler                                       | deutscher Architekt und Hochschullehrer                                                                     | 88    |       |
| 13. Januar | Richard Wätjen                                     | deutscher Dressurreiter                                                                                     | 74    |       |
| 14. Januar | Curt Backeberg                                     | deutscher Kakteensammler, -forscher und Autor                                                               | 71    |       |
| 14. Januar | Bill Carr                                          | US-amerikanischer Sprinter und Olympiasieger                                                                | 56    |       |
| 14. Januar | Sergei Pawlowitsch Koroljow                        | sowjetischer Raketenkonstrukteur                                                                            | 59    |       |
| 14. Januar | Mohammed Kabir Ludin                               | afghanischer Diplomat                                                                                       |       |       |
| 14. Januar | Allan Roberts                                      | US-amerikanischer Pianist, Komponist und Liedtexter                                                         | 60    |       |
| 14. Januar | Bruno Trojani                                      | Schweizer Skispringer                                                                                       | 58    |       |
| 14. Januar | Charles Van den Borren                             | belgischer Musikwissenschaftler                                                                             | 91    |       |
| 15. Januar | Samuel Akintola                                    | nigerianischer Politiker                                                                                    | 55    |       |
| 15. Januar | Abubakar Tafawa Balewa                             | nigerianischer Ministerpräsident (1957–1966)                                                                | 53    |       |
| 15. Januar | Heinz Battke                                       | deutscher Maler, Grafiker und Zeichner                                                                      | 65    |       |
| 15. Januar | Ahmadu Bello                                       | nigerianischer Politiker, Sardauna von Sokoto                                                               | 56    |       |
| 15. Januar | Birger Braadland                                   | norwegischer Politiker (Bauernpartei, Zentrumspartei), Mitglied des Storting                                | 86    |       |
| 15. Januar | Heinrich Keimig                                    | deutscher Handballspieler                                                                                   | 52    |       |
| 15. Januar | Hans Peters                                        | deutscher Rechtswissenschaftler, Widerstandskämpfer und Politiker (CDU)                                     | 69    |       |
| 15. Januar | Charlie Smith                                      | US-amerikanischer Jazz-Schlagzeuger                                                                         | 38    |       |
| 15. Januar | Paul Verona                                        | rumänischer Maler                                                                                           | 68    |       |
| 15. Januar | Vincentas Vizgirda                                 | litauischer katholischer Geistlicher und Theologe                                                           | 91    |       |
| 16. Januar | Hanns Bastanier                                    | deutscher Maler und Grafiker                                                                                | 80    |       |
| 16. Januar | Nikolai Alexandrowitsch Bernstein                  | russischer Physiologe und Bewegungswissenschaftler                                                          | 69    |       |
| 16. Januar | Cândido Caldas                                     | brasilianischer Marschall und Politiker                                                                     | 76    |       |
| 16. Januar | Otto Eichhorn                                      | preußischer Verwaltungsjurist und Landrat                                                                   | 81    |       |
| 16. Januar | Courtney Hicks Hodges                              | US-amerikanischer General; Oberbefehlshaber der 1. US-Armee während des Zweiten Weltkriegs                  | 79    |       |
| 16. Januar | Werner Rüdiger                                     | deutscher Politiker (SPD), MdA                                                                              | 64    |       |
| 16. Januar | Margarete Susman                                   | deutsche Philosophin, Journalistin und Poetin                                                               | 93    |       |
| 16. Januar | Asbjørn Wang                                       | norwegischer Schwimmer                                                                                      | 66    |       |
| 17. Januar | Kurt Bingel                                        | deutscher Mediziner und Hochschullehrer                                                                     | 59    |       |
| 17. Januar | Armand Clabaut                                     | französischer Ordensgeistlicher, römisch-katholischer Koadjutorvikar von Baie d’Hudson                      | 65    |       |
| 17. Januar | Eduard Kandl                                       | deutscher Opern- und Operettensänger und Filmschauspieler                                                   | 90    |       |
| 17. Januar | Alois Kuperion                                     | Südtiroler Maler                                                                                            | 74    |       |
| 17. Januar | Karl Oberste-Brink                                 | deutscher Geologe, Bergbauexperte und Paläontologe                                                          | 80    |       |
| 17. Januar | Fritz Zaun                                         | deutscher Dirigent und Musikpädagoge                                                                        | 72    |       |
| 17. Januar | Maximilian von Zottmann                            | deutscher Generalmajor der Polizei im Zweiten Weltkrieg                                                     | 83    |       |
| 18. Januar | Kathleen Norris                                    | US-amerikanische Schriftstellerin                                                                           | 85    |       |
| 18. Januar | Wilhelm Stross                                     | deutscher Violinist und Musiker                                                                             | 58    |       |
| 18. Januar | Wilhelm Thimme                                     | deutscher Theologe, Hochschullehrer und Autor                                                               | 87    |       |
| 19. Januar | Julius Bender                                      | deutscher evangelischer Theologe                                                                            | 72    |       |
| 19. Januar | Édouard Dhorme                                     | französischer Assyriologe, Semitist und Bibelübersetzer                                                     | 85    |       |
| 19. Januar | Ruth Landshoff                                     | deutsch-US-amerikanische Schauspielerin und Schriftstellerin                                                | 62    |       |
| 19. Januar | Ludwig Thimme                                      | deutscher evangelischer Theologe                                                                            | 92    |       |
| 20. Januar | Herbert Boeckl                                     | österreichischer Maler                                                                                      | 71    |       |
| 20. Januar | Dragoljub M. Dinić                                 | serbischer und jugoslawischer General                                                                       | 84    |       |
| 20. Januar | Georg Fink                                         | deutscher Archivar                                                                                          | 81    |       |
| 20. Januar | Gordon Macdonald, 1. Baron Macdonald of Gwaenysgor | britischer Politiker (Labour Party), Mitglied des House of Commons                                          | 77    |       |
| 20. Januar | Peder Larsen Pedersen                              | dänischer Turner                                                                                            | 85    |       |
| 20. Januar | Erich Schick                                       | deutscher evangelischer Theologe und Dozent am Seminar für Ethik, Dogmatik, Missionsgeschichte, Psychologie | 68    |       |
| 21. Januar | Friedrich Bonhoff                                  | deutscher Chirurg und Numismatiker                                                                          | 82    |       |
| 21. Januar | Richard Layton Butler                              | australischer Politiker (Liberal), zweimaliger Premier von South Australia                                  | 80    |       |
| 21. Januar | Joseph Schaffner                                   | deutscher Politiker (SPD), MdR                                                                              | 78    |       |
| 21. Januar | Cyril Seedhouse                                    | britischer Sprinter                                                                                         | 73    |       |
| 21. Januar | Rudolf Zorn                                        | deutscher Jurist und Politiker (SPD); bayerischer Staatsminister                                            | 72    |       |
| 22. Januar | Elisabeth Aman                                     | Schweizer Schriftstellerin                                                                                  | 78    |       |
| 22. Januar | August Frölich                                     | deutscher Politiker (SPD, SED), MdR, MdV                                                                    | 88    |       |
| 22. Januar | Albert W. Hull                                     | US-amerikanischer Physiker                                                                                  | 85    |       |
| 22. Januar | Kawada Jun                                         | japanischer Lyriker und Wirtschaftsmanager                                                                  | 84    |       |
| 22. Januar | Johannes König                                     | deutscher Politiker und Diplomat (DDR)                                                                      | 62    |       |
| 22. Januar | Herbert Marshall                                   | englischer Filmschauspieler                                                                                 | 75    |       |
| 22. Januar | Pierre Mercure                                     | kanadischer Komponist                                                                                       | 38    |       |
| 22. Januar | K. Ananda Rau                                      | indischer Mathematiker                                                                                      | 72    |       |
| 22. Januar | Paul Roch                                          | deutscher SED- und DBD-Funktionär, MdV                                                                      | 75    |       |
| 22. Januar | Otto Schultze                                      | deutscher Generaladmiral im Zweiten Weltkrieg                                                               | 81    |       |
| 22. Januar | Walther Wolff                                      | deutsch-österreichischer Bildhauer und Lithograf                                                            | 78    |       |
| 22. Januar | Adolf Wüstemann                                    | deutscher evangelischer Landesbischof                                                                       | 64    |       |
| 22. Januar | Emil Zimmermann                                    | deutscher Politiker (SPD, USPD, SED), Landtagsabgeordneter in Oldenburg                                     | 80    |       |
| 23. Januar | Jo van Ammers-Küller                               | niederländische Schriftstellerin                                                                            | 81    |       |
| 23. Januar | Pat Cannon                                         | US-amerikanischer Politiker                                                                                 | 61    |       |
| 23. Januar | Friedrich Wilhelm Hennes                           | deutscher Ingenieur und Politiker (ChrsV), MdR                                                              | 82    |       |
| 23. Januar | Hans Mettel                                        | deutscher Bildhauer                                                                                         | 62    |       |
| 23. Januar | Gustaf Olson                                       | schwedischer Turner und Fechter                                                                             | 82    |       |
| 23. Januar | James Pinckney Pope                                | US-amerikanischer Politiker                                                                                 | 81    |       |
| 23. Januar | Adolf Schorisch                                    | deutscher Zeichner, Radierer und Illustrator                                                                | 84    |       |
| 23. Januar | Max Solleder                                       | deutscher Jurist und Politiker (CSU), MdB                                                                   | 71    |       |
| 24. Januar | Homi Jehangir Bhabha                               | indischer Physiker                                                                                          | 56    |       |
| 24. Januar | Michael Engelmann                                  | US-amerikanischer Grafiker                                                                                  | 37    |       |
| 24. Januar | Michele Gortani                                    | italienischer Geologe und Politiker                                                                         | 83    |       |
| 24. Januar | Alexander Ireland                                  | britischer Boxer                                                                                            | 64    |       |
| 25. Januar | Edmund Blaurock                                    | deutscher Offizier, zuletzt Generalleutnant im Zweiten Weltkrieg                                            | 66    |       |
| 25. Januar | Miguel Bover Pons                                  | spanischer Radrennfahrer                                                                                    | 37    |       |
| 25. Januar | Carl Gehrmann                                      | deutscher Politiker (SPD), MdL, MdHB                                                                        | 89    |       |
| 25. Januar | Eliseu van de Weijer                               | niederländischer Ordensgeistlicher, römisch-katholischer Bischof und Prälat von Paracatu                    | 85    |       |
| 26. Januar | Thea Arnold                                        | deutsche Politikerin (Zentrum, GVP, BdD), MdB                                                               | 83    |       |
| 26. Januar | Curt Baller                                        | deutscher Jurist, Kommunalpolitiker und preußischer Verwaltungsbeamter                                      | 85    |       |
| 26. Januar | Martin Berliner                                    | österreichischer Schauspieler                                                                               | 70    |       |
| 26. Januar | Alexander Carrick                                  | Bildhauer                                                                                                   | 83    |       |
| 26. Januar | Peter Grund                                        | deutscher Architekt und Hochschullehrer                                                                     | 73    |       |
| 26. Januar | Gottfried Henßen                                   | deutscher Erzählforscher                                                                                    | 76    |       |
| 26. Januar | Max Lippmann                                       | deutscher Politiker (SPD), MdL                                                                              | 59    |       |
| 26. Januar | Gabriel Saal                                       | deutscher Politiker (NSDAP), MdR                                                                            | 64    |       |
| 26. Januar | Karl Steitz                                        | deutscher Politiker (CDU), MdL Rheinland-Pfalz                                                              | 75    |       |
| 26. Januar | James Thompson                                     | kanadischer Schwimmer                                                                                       | 60    |       |
| 26. Januar | Ödön Toldi                                         | ungarischer Schwimmer                                                                                       | 72    |       |
| 26. Januar | Hans-Karl von Willisen                             | deutscher Pionier der Funkmesstechnik, Erfinder, Konstrukteur                                               | 59    |       |
| 27. Januar | Caterina Albert i Paradís                          | spanische Autorin                                                                                           | 96    |       |
| 27. Januar | Ludwig Gies                                        | deutscher Maler, Bildhauer und Medailleur                                                                   | 78    |       |
| 27. Januar | Frans Leddy                                        | niederländischer Radsportler                                                                                | 64    |       |
| 27. Januar | Helga Matura                                       | deutsche Prostituierte und Mordopfer                                                                        | 32    |       |
| 27. Januar | Ferdinand Röntgen                                  | deutscher Maler und Grafiker                                                                                | 69    |       |
| 27. Januar | Iris Runge                                         | deutsche Mathematikerin und Physikerin                                                                      | 77    |       |
| 28. Januar | Bruno Bianchi                                      | italienischer Schwimmer                                                                                     | 22    |       |
| 28. Januar | Paolo Costoli                                      | italienischer Schwimmer                                                                                     | 55    |       |
| 28. Januar | Sergio De Gregorio                                 | italienischer Schwimmer                                                                                     | 19    |       |
| 28. Januar | Bruno Peterson                                     | deutscher Verleger, Leiter des Verlages Volk und Welt                                                       | 65    |       |
| 28. Januar | Ivor Pink                                          | britischer Diplomat                                                                                         | 55    |       |
| 28. Januar | Sergio De Gregorio                                 | italienischer Schwimmer                                                                                     | 19    |       |
| 28. Januar | Dino Rora                                          | italienischer Schwimmer                                                                                     | 20    |       |
| 28. Januar | Ada Tschechowa                                     | deutsche Schauspielerin und Managerin russischer Herkunft                                                   | 49    |       |
| 28. Januar | Tilo von Wilmowsky                                 | deutscher Verwaltungsjurist, Rittergutsbesitzer und Industrieller                                           | 87    |       |
| 28. Januar | August Theodor Wuppermann                          | deutscher Stahl-Unternehmer                                                                                 | 67    |       |
| 28. Januar | Erich von Wymetal                                  | österreichischer Schauspieler und Regisseur                                                                 | 73    |       |
| 29. Januar | George Barstow                                     | britischer Staatsbeamter und Geschäftsmann                                                                  | 91    |       |
| 29. Januar | Wolfgang Cordan                                    | deutscher Schriftsteller                                                                                    | 56    |       |
| 29. Januar | Friedrich Demmer                                   | österreichischer Eishockeyspieler                                                                           | 54    |       |
| 29. Januar | August Feigel                                      | deutscher Kunsthistoriker und Museumsdirektor                                                               | 85    |       |
| 29. Januar | Robert Elias Fries                                 | schwedischer Botaniker und Mykologe                                                                         | 89    |       |
| 29. Januar | Fernande Olivier                                   | Lebensgefährtin und Modell Picassos (1905–1912)                                                             | 84    |       |
| 29. Januar | Friedrich Schneider                                | Schweizer Politiker (SP)                                                                                    | 79    |       |
| 29. Januar | Josef Winckler                                     | deutscher Schriftsteller                                                                                    | 84    |       |
| 30. Januar | Erik Bergström                                     | schwedischer Fußballspieler                                                                                 | 80    |       |
| 30. Januar | Robert Hoffmeister                                 | deutscher Politiker (SPD), MdL                                                                              | 66    |       |
| 30. Januar | Karl Lange                                         | deutscher Politiker (NSDAP)                                                                                 | 73    |       |
| 30. Januar | Rudolf Löb                                         | deutscher Bankier                                                                                           | 88    |       |
| 30. Januar | Michael Mauke                                      | deutscher Aktivist der Studentenbewegung                                                                    |       |       |
| 30. Januar | Juan Rodríguez Correa                              | uruguayischer Politiker                                                                                     |       |       |
| 30. Januar | Kurt Rüdiger von Roques                            | Mediziner                                                                                                   | 75    |       |
| 30. Januar | Joseph Steib                                       | französischer Maler                                                                                         | 67    |       |
| 30. Januar | Max Stiff                                          | deutscher Verwaltungsjurist, Landrat des Landkreises Münster                                                | 76    |       |
| 30. Januar | Richard Tantzen                                    | deutscher Jurist, Verwaltungsbeamter und Politiker (FDP)                                                    | 77    |       |
| 30. Januar | Géza Tuli                                          | ungarischer Turner                                                                                          | 78    |       |
| 30. Januar | Ernst-August von der Wense                         | deutscher Politiker (DP), MdL                                                                               | 67    |       |
| 30. Januar | Friedrich Wigand                                   | deutscher Politiker (DVP), MdL                                                                              | 78    |       |
| 31. Januar | Holger Baden                                       | dänischer Langstreckenläufer                                                                                | 74    |       |
| 31. Januar | Arthur Bahl                                        | deutscher General der Polizei                                                                               | 72    |       |
| 31. Januar | Dirk Brouwer                                       | niederländisch-US-amerikanischer Astronom                                                                   | 63    |       |
| 31. Januar | Heinrich Deiters                                   | deutscher Reformpädagoge und Bildungspolitiker                                                              | 78    |       |
| 31. Januar | Manishi Dey                                        | indischer Maler                                                                                             | 56    |       |
| 31. Januar | Frej Liewendahl                                    | finnischer Mittel- und Langstreckenläufer                                                                   | 63    |       |
| 31. Januar | Paul Manship                                       | amerikanischer Bildhauer                                                                                    | 80    |       |
| 31. Januar | Elizabeth Patterson                                | US-amerikanische Theater- und Filmschauspielerin                                                            | 91    |       |
| 31. Januar | Arthur Ernest Percival                             | britischer Lieutenant General                                                                               | 78    |       |
| 31. Januar | Paul Pott                                          | deutscher Architekt                                                                                         | 83    |       |
| 31. Januar | Hans-Konrad Schmeißer                              | deutscher Journalist und Justiziar der Interessengemeinschaft deutscher Baumschulen                         | 46    |       |
| 31. Januar | Emil Schönfeld                                     | deutscher Gewerkschafter                                                                                    | 80    |       |
| 31. Januar | Andreas Schwerd                                    | deutscher Lehrer und Autor                                                                                  |       |       |
| Januar     | Lillie Delk Christian                              | US-amerikanische Popsängerin                                                                                |       |       |
| Januar     | Franz Mertz                                        | deutscher Kunstmaler, Bühnenbildner und Bühnenarchitekt                                                     |       |       |

## Februar
| Tag         | Name                                      | Beruf, bekannt als                                                                                              | Alter | Beleg |
| ----------- | ----------------------------------------- | --- | ----- | ----- |
| 1. Februar  | Hedda Hopper                              | US-amerikanische Schauspielerin und Gesellschaftskolumnistin                                                    | 80    |       |
| 1. Februar  | Buster Keaton                             | US-amerikanischer Schauspieler, Komiker und Filmregisseur                                                       | 70    |       |
| 1. Februar  | Joseph R. Knowland                        | US-amerikanischer Politiker                                                                                     | 92    |       |
| 1. Februar  | Otto Leopold Piclum                       | deutscher Jurist und Kommunalpolitiker                                                                          | 67    |       |
| 2. Februar  | Berta Pichl                               | österreichische Lehrerin und Politikerin (CSP), Mitglied des Bundesrates                                        | 75    |       |
| 2. Februar  | Hacı Ömer Sabancı                         | türkischer Unternehmer                                                                                          | 60    |       |
| 2. Februar  | Jarmo Wasama                              | finnischer Eishockeyspieler                                                                                     | 22    |       |
| 3. Februar  | Friedrich von Bruchhausen                 | deutscher Pharmazeut und Hochschullehrer                                                                        | 79    |       |
| 3. Februar  | Walter Eglin                              | Schweizer bildender Künstler                                                                                    | 70    |       |
| 3. Februar  | Walter Fritsch                            | deutscher Offizier und SA-Führer                                                                                | 76    |       |
| 3. Februar  | George Goulding                           | kanadischer Leichtathlet                                                                                        | 80    |       |
| 3. Februar  | Werner Hühner                             | deutscher Offizier, zuletzt Generalleutnant im Zweiten Weltkrieg                                                | 79    |       |
| 3. Februar  | Michel Monet                              | Sohn von Claude Monet und Mäzen                                                                                 | 87    |       |
| 3. Februar  | Ernst Riediger                            | deutscher Lehrer, Schulleiter und Politiker (GB/BHE, GDP), Vizepräsident des Bayerischen Landtags               | 64    |       |
| 3. Februar  | Richard Salomon                           | deutscher Historiker                                                                                            | 81    |       |
| 3. Februar  | Waldo Sanhueza                            | chilenischer Fußballspieler und -trainer                                                                        | 65    |       |
| 3. Februar  | Herbert Yates                             | US-amerikanischer Geschäftsmann und Filmproduzent                                                               | 85    |       |
| 4. Februar  | Robert Bergmann                           | deutscher Politiker (NSDAP), MdR und SS-Führer                                                                  | 79    |       |
| 4. Februar  | August-Martin Euler                       | deutscher Politiker (FDP, FVP, DP), MdL, MdB                                                                    | 57    |       |
| 4. Februar  | Robert Graf                               | deutscher Theater- und Filmschauspieler                                                                         | 42    |       |
| 4. Februar  | Gilbert Hovey Grosvenor                   | Chefredakteur der National Geographic                                                                           | 90    |       |
| 4. Februar  | Franz Hallenbach                          | deutscher Geophysiker                                                                                           | 56    |       |
| 4. Februar  | Hans Joachim von Reischach                | deutscher Journalist und Unternehmer                                                                            | 57    |       |
| 5. Februar  | Ludwig Binswanger                         | Schweizer Psychiater und Autor                                                                                  | 84    |       |
| 5. Februar  | Johannes Borghouts                        | niederländischer Offizier und Politiker (KVP)                                                                   | 55    |       |
| 5. Februar  | Max Bürger                                | deutscher Mediziner                                                                                             | 80    |       |
| 5. Februar  | Paul Graetz                               | deutsch-US-amerikanischer Filmproduzent und Filmverleiher                                                       | 66    |       |
| 6. Februar  | Emil Balmer                               | Schweizer Mundartautor                                                                                          | 75    |       |
| 6. Februar  | Joseph Baumann                            | deutscher Arzt                                                                                                  | 55    |       |
| 6. Februar  | Jakob Bruderer                            | Schweizer Bautechniker, Kantons-, Regierungs- und Nationalrat                                                   | 75    |       |
| 6. Februar  | Walther Frisch                            | deutscher Jurist und Kommunalpolitiker                                                                          | 86    |       |
| 6. Februar  | Nafiz Gürman                              | türkischer Generalstabschef                                                                                     |       |       |
| 6. Februar  | Christine Hengst                          | deutsche Schulrätin                                                                                             | 68    |       |
| 6. Februar  | Vilis Lācis                               | lettischer Schriftsteller und Politiker der Sowjetzeit                                                          | 61    |       |
| 6. Februar  | Walter Meckauer                           | deutscher Schriftsteller                                                                                        | 76    |       |
| 6. Februar  | Max Rohrer                                | deutscher Alpinist und Schriftsteller                                                                           | 78    |       |
| 7. Februar  | Willi Block                               | deutsches Todesopfer der Berliner Mauer                                                                         | 31    |       |
| 7. Februar  | Siegmund Bodenheimer                      | deutscher Bankier                                                                                               | 91    |       |
| 7. Februar  | Auguste Jorns                             | deutsche Sozialpolitikerin im Zentralvorstand der niedersächsischen CDU                                         | 88    |       |
| 7. Februar  | Leopold van der Pals                      | Komponist | 81    |       |
| 7. Februar  | Petrus Trefflinger                        | österreichischer Abt                                                                                            |       |       |
| 8. Februar  | Norah Carter                              | neuseeländische Fotografin                                                                                      | 84    |       |
| 8. Februar  | Paul Sophus Epstein                       | US-amerikanischer Physiker                                                                                      | 82    |       |
| 8. Februar  | Ahmet Salih Korur                         | türkischer Bürokrat und Großmeister der Großloge der Freien und Angenommenen Maurer der Türkei                  |       |       |
| 8. Februar  | Fox Odendaal                              | südafrikanischer Politiker und Provinzgouverneur                                                                | 67    |       |
| 8. Februar  | Albert-Marie Schmidt                      | französischer Romanist und Literaturwissenschaftler                                                             | 64    |       |
| 8. Februar  | Rudolf Tomaschek                          | deutscher Experimentalphysiker und Hochschullehrer                                                              | 70    |       |
| 9. Februar  | Bruno Ahlberg                             | finnischer Boxer                                                                                                | 54    |       |
| 9. Februar  | Ernst Bürki                               | Schweizer Metzgermeister und Politiker (BGB)                                                                    | 83    |       |
| 9. Februar  | Charles Cellérier                         | Schweizer evangelischer Geistlicher                                                                             | 75    |       |
| 9. Februar  | Ignacio Hidalgo Cisneros                  | spanischer Flugpionier, Kolonialoffizier, Militärattaché, Chef der Luftstreitkräfte, Schriftsteller und Komm... | 69    |       |
| 9. Februar  | Mary Irene Curzon, 2. Baroness Ravensdale | britische Adlige und Mitglied des House of Lords                                                                | 70    |       |
| 9. Februar  | Hanns Lamers                              | deutscher Maler der klassischen Moderne                                                                         | 68    |       |
| 9. Februar  | Kaspar Muth                               | rumänischer Banat-schwäbischer Politiker                                                                        | 90    |       |
| 9. Februar  | Sophie Tucker                             | US-amerikanische Komödiantin und Sängerin                                                                       | 79    |       |
| 10. Februar | Giuseppe Burzio                           | italienischer Geistlicher, römisch-katholischer Erzbischof und vatikanischer Diplomat                           | 65    |       |
| 10. Februar | John Frederick Charles Fuller             | britischer Generalmajor und Militärhistoriker                                                                   | 87    |       |
| 10. Februar | Osie Johnson                              | US-amerikanischer Jazzschlagzeuger                                                                              | 43    |       |
| 10. Februar | Othmar Rieger                             | österreichischer Germanist, Lehrer, Dichter und Erzähler                                                        | 61    |       |
| 10. Februar | Billy Rose                                | US-amerikanischer Liedtexter, Showgeschäft-Impresario und Manager                                               | 66    |       |
| 10. Februar | Carlos Vega                               | argentinischer Musikethnologe                                                                                   | 67    |       |
| 11. Februar | Fred E. Busbey                            | US-amerikanischer Politiker                                                                                     | 71    |       |
| 11. Februar | Hermann Heukamp                           | deutscher Politiker (Zentrum, parteilos), MdL                                                                   | 79    |       |
| 11. Februar | Friedrich Krause-Osten                    | deutscher Maler                                                                                                 | 81    |       |
| 11. Februar | Enid Michael                              | US-amerikanische Naturforscherin                                                                                | 82    |       |
| 11. Februar | Loni Michelis                             | deutsche Schauspielerin                                                                                         | 57    |       |
| 11. Februar | Adele Moroder                             | italienisch-ladinische Schriftstellerin                                                                         | 78    |       |
| 11. Februar | Friedrich Witt                            | deutscher Politiker (DP), MdHB                                                                                  | 70    |       |
| 12. Februar | Karl Gruber                               | deutscher Architekt, Stadtplaner und Hochschullehrer                                                            | 80    |       |
| 12. Februar | Anthony Hurd, Baron Hurd                  | britischer Politiker, Mitglied des House of Commons, Landwirt und Journalist                                    | 64    |       |
| 12. Februar | Wilhelm Röpke                             | deutscher Volkswirtsprofessor, einer der geistigen Väter der Sozialen Marktwirtschaft                           | 66    |       |
| 12. Februar | Heinrich Sauer                            | deutscher Politiker (NSDAP), MdR                                                                                | 60    |       |
| 12. Februar | Josef Schümmelfelder                      | deutscher Fußballspieler                                                                                        | 74    |       |
| 12. Februar | Elio Vittorini                            | italienischer Schriftsteller                                                                                    | 57    |       |
| 12. Februar | Anna Zillken                              | deutsche Schuldirektorin und Autorin                                                                            | 67    |       |
| 13. Februar | Marguerite Long                           | französische Pianistin                                                                                          | 91    |       |
| 14. Februar | René Barbier                              | französischer Degenfechter                                                                                      | 74    |       |
| 14. Februar | Charles Chellapah                         | indonesischer Fotograf und Kriegsberichterstatter im Vietnamkrieg                                               | 26    |       |
| 14. Februar | Sigurd Curman                             | schwedischer Architekt, Kunsthistoriker und Denkmalpfleger                                                      | 86    |       |
| 14. Februar | Hellmut Ernst                             | deutscher Ingenieur                                                                                             | 62    |       |
| 14. Februar | Rudolf Joss                               | Schweizer Architekt                                                                                             | 59    |       |
| 14. Februar | Walter Layton, 1. Baron Layton            | britischer Zeitungsverleger und Nationalökonom                                                                  | 81    |       |
| 14. Februar | Marcelly                                  | französischer Chansonsänger                                                                                     | 83    |       |
| 14. Februar | Maria Pokorny                             | österreichische Politikerin (SPÖ), Abgeordnete zum Nationalrat                                                  | 77    |       |
| 14. Februar | Otto Spiess                               | Schweizer Mathematikhistoriker                                                                                  | 87    |       |
| 14. Februar | Alfred Strauß                             | österreichischer Sänger und Gesangspädagoge                                                                     | 72    |       |
| 15. Februar | Hedwig Conrad-Martius                     | deutsche Philosophin und Phänomenologin                                                                         | 77    |       |
| 15. Februar | Michael Eisemann                          | ungarischer Komponist                                                                                           | 67    |       |
| 15. Februar | Armando Fizzarotti                        | italienischer Fotograf, Filmregisseur und Drehbuchautor                                                         | 73    |       |
| 15. Februar | Walter Woodburn Hyde                      | US-amerikanischer Althistoriker                                                                                 | 95    |       |
| 15. Februar | Albert Thomas                             | US-amerikanischer Politiker (Demokratische Partei)                                                              | 67    |       |
| 15. Februar | Camilo Torres                             | kolumbianischer Priester und Befreiungstheologe                                                                 | 37    |       |
| 16. Februar | Gwendolen Guinness, Countess of Iveagh    | britische Politikerin, Mitglied des House of Commons                                                            | 84    |       |
| 17. Februar | Walter Gasthuber                          | österreichischer Politiker (NSDAP), MdR                                                                         | 60    |       |
| 17. Februar | Charles Hobson, Baron Hobson              | britischer Politiker, Mitglied des House of Commons und Ingenieur                                               | 62    |       |
| 17. Februar | Hans Hofmann                              | deutsch-US-amerikanischer Maler                                                                                 | 85    |       |
| 18. Februar | Rick Bockelie                             | norwegischer Segler                                                                                             | 63    |       |
| 18. Februar | Frederick Dix                             | britischer Eisschnellläufer                                                                                     | 82    |       |
| 18. Februar | Stanisław Mackiewicz                      | polnischer Ministerpräsident                                                                                    | 69    |       |
| 18. Februar | Grigori Grigorjewitsch Neljubow           | sowjetischer Militärpilot und Kosmonautenanwärter                                                               | 31    |       |
| 18. Februar | Casimir von Pászthory                     | österreichischer Komponist                                                                                      | 79    |       |
| 18. Februar | Robert Rossen                             | US-amerikanischer Drehbuchautor, Filmregisseur und Filmproduzent                                                | 57    |       |
| 18. Februar | Karl Witte                                | deutscher evangelischer Theologe                                                                                | 72    |       |
| 19. Februar | Ernest Berner                             | Schweizer Jazzmusiker und Publizist                                                                             | 61    |       |
| 19. Februar | Bruno Ernst Buchrucker                    | deutscher Major, Anführer des Küstriner Putsches                                                                | 88    |       |
| 19. Februar | Willy Rudolf Foerster                     | deutscher Ingenieur und Industrieller in Japan                                                                  | 60    |       |
| 19. Februar | Hans Gassebner                            | deutscher Maler                                                                                                 | 63    |       |
| 19. Februar | James Edward Grant                        | US-amerikanischer Drehbuchautor, Regisseur                                                                      | 60    |       |
| 19. Februar | Willi Nass                                | deutscher Maler und Grafiker                                                                                    | 67    |       |
| 20. Februar | Carl Bitz                                 | Schweizer Diplomat (Konsul), Unternehmer und Erfinder                                                           | 79    |       |
| 20. Februar | Arnold Hörburger                          | niederländischer Fußballspieler                                                                                 | 80    |       |
| 20. Februar | Chester W. Nimitz                         | Flottenadmiral der US-Marine                                                                                    | 80    |       |
| 20. Februar | Franz Wieting                             | deutscher Vizeadmiral                                                                                           | 89    |       |
| 20. Februar | Paul Zielinski                            | deutscher Fußballspieler                                                                                        | 54    |       |
| 21. Februar | Werner Allgöwer                           | Schweizer Politiker (SP)                                                                                        | 86    |       |
| 21. Februar | Hans Bongardt                             | deutscher Pädagoge und Schriftsteller                                                                           | 89    |       |
| 21. Februar | Paul Comtois                              | kanadischer Agronom und Politiker, Vizegouverneur von Québec                                                    | 70    |       |
| 21. Februar | Pitt Kreuzberg                            | deutscher Maler des Expressionismus                                                                             | 77    |       |
| 21. Februar | Boris Iwanowitsch Nikolajewski            | russischer Archivar, Historiker der russischen Sozialdemokratie, Menschewik                                     | 78    |       |
| 21. Februar | Willi Trautmann                           | deutscher Tischtennisspieler                                                                                    | 41    |       |
| 21. Februar | Elisabeth Weber-Fülöp                     | österreichische Portrait-, Landschafts-, Stillleben- und Interieur-Malerin                                      | 82    |       |
| 21. Februar | Sergio Zardini                            | italienischer Bobfahrer                                                                                         | 34    |       |
| 22. Februar | Paul Butorac                              | jugoslawischer Priester, Bischof von Kotor und Dubrovnik                                                        | 77    |       |
| 22. Februar | Georg Erdmann                             | norwegischer Sportschütze und Fechter                                                                           | 91    |       |
| 22. Februar | Hermann Haack                             | deutscher Kartograf                                                                                             | 93    |       |
| 22. Februar | Josef Karl Homma                          | österreichischer Autor historischer Schriften                                                                   | 75    |       |
| 22. Februar | Gérard Jarlot                             | französischer Journalist und Roman- und Drehbuchautor                                                           | 42    |       |
| 22. Februar | Joseph Kiwánuka                           | ugandischer Geistlicher, Apostolischer Vikar bzw. Bischof von Masaka und Erzbischof von Rubaga                  | 66    |       |
| 22. Februar | Wilhelm Pferdekamp                        | deutscher Schriftsteller und Übersetzer                                                                         | 64    |       |
| 23. Februar | Joachim von Brüsewitz                     | deutscher Balletttänzer                                                                                         | 74    |       |
| 23. Februar | Károly Kovács                             | ungarisch-französischer Fußballspieler                                                                          | 57    |       |
| 23. Februar | Billy Kyle                                | US-amerikanischer Jazz-Pianist des Swing                                                                        | 51    |       |
| 23. Februar | Victor Weisz                              | deutsch-britischer Maler und Karikaturist                                                                       | 52    |       |
| 24. Februar | Johannes Debus                            | deutscher Politiker (SPD)                                                                                       | 86    |       |
| 24. Februar | Victor Küzdő                              | ungarisch-US-amerikanischer Violinist, Komponist und Musikpädagoge                                              | 86    |       |
| 24. Februar | Ernst Nadherny                            | österreichischer Schauspieler und Sänger                                                                        | 80    |       |
| 24. Februar | Lennart Viitala                           | finnischer Ringer                                                                                               | 44    |       |
| 25. Februar | Dora Dreesen-Horn                         | deutsche Malerin                                                                                                | 87    |       |
| 25. Februar | Wiktor Andrejewitsch Krawtschenko         | sowjetischer Ingenieur und Handelsdiplomat                                                                      | 60    |       |
| 25. Februar | Hans Lindemann                            | Präsident des Gauarbeitsamtes Hamburg                                                                           | 69    |       |
| 25. Februar | Maria Raiser                              | deutsche Politikerin (CDU), MdL                                                                                 | 80    |       |
| 25. Februar | Franz Schnabel                            | deutscher Historiker                                                                                            | 78    |       |
| 26. Februar | Emiliano Chamorro Vargas                  | nicaraguanischer Politiker, Präsident von Nicaragua (1917–1920 und 1926)                                        | 94    |       |
| 26. Februar | Wilhelm Gilsdorf                          | deutscher Ministerialbeamter                                                                                    | 70    |       |
| 26. Februar | Vinayak Damodar Savarkar                  | indischer Politiker                                                                                             | 82    |       |
| 26. Februar | Gino Severini                             | italienischer Maler des Futurismus                                                                              | 82    |       |
| 26. Februar | Richard Siefken                           | deutscher Theologe, Landessuperintendent des Sprengels Ostfriesland der Evangelisch-lutherischen Landeskirch... | 61    |       |
| 26. Februar | Minerva Urecal                            | US-amerikanische Schauspielerin                                                                                 | 71    |       |
| 27. Februar | Curt Badinski                             | deutscher Offizier, zuletzt Generalleutnant im Zweiten Weltkrieg                                                | 75    |       |
| 27. Februar | Paula von Hanstein                        | deutsche Schriftstellerin                                                                                       | 82    |       |
| 27. Februar | Alois Kaltenbrunner                       | österreichischer Gewerkschaftsfunktionär und Politiker (SPÖ), Landtagsabgeordneter                              | 64    |       |
| 27. Februar | Hellmut Körner                            | deutscher Politiker (NSDAP), MdR, Landesbauernführer                                                            | 62    |       |
| 27. Februar | Heinz Niemann                             | deutscher Politiker (parteilos), MdL                                                                            | 79    |       |
| 27. Februar | Alfred P. Sloan                           | Präsident von General Motors                                                                                    | 90    |       |
| 28. Februar | Charles Bassett                           | US-amerikanischer Astronaut                                                                                     | 34    |       |
| 28. Februar | Jonathan Hale                             | kanadischer Filmschauspieler                                                                                    | 74    |       |
| 28. Februar | Paul Schaaff                              | deutscher Politiker                                                                                             | 80    |       |
| 28. Februar | Franz Schramm                             | deutscher Politiker (CDU)                                                                                       | 78    |       |
| 28. Februar | Elliot See                                | US-amerikanischer Astronaut des Gemini-Programms                                                                | 38    |       |
| 28. Februar | Elisabeth Soffé                           | deutsch-mährisch-österreichische Schriftstellerin                                                               | 77    |       |
| 28. Februar | Franz Zamponi                             | oberösterreichischer Politiker (SPÖ), Landtagsabgeordneter                                                      | 61    |       |
| Februar     | Leo Delitz                                | österreichischer Maler                                                                                          |       |       |

## März
| Tag      | Name                                     | Beruf, bekannt als                                                                                          | Alter | Beleg |
| -------- | ---------------------------------------- | --- | ----- | ----- |
| 1. März  | Virginia Fleites                         | kubanische Komponistin und Musikpädagogin                                                                   | 49    |       |
| 1. März  | Friedrich Georg Houtermans               | deutscher Physiker und Hochschullehrer                                                                      | 63    |       |
| 1. März  | Joseph McGrath                           | irischer Politiker (Sinn Féin und Cumann na nGaedheal)                                                      |       |       |
| 1. März  | Waldemar von Mohl                        | deutscher Jurist und Landrat                                                                                | 80    |       |
| 1. März  | Alexander Renner                         | österreichischer Flugpionier, Mitglied einer Grazer Artistenfamilie                                         | 73    |       |
| 1. März  | Dora Fanny Rittmeyer                     | Schweizer Kunsthistorikerin                                                                                 | 73    |       |
| 2. März  | Théodore Le Du                           | französischer Automobilrennfahrer                                                                           | 72    |       |
| 2. März  | Fritz Eggeling                           | deutscher Architekt und Stadtplaner                                                                         | 52    |       |
| 2. März  | Julius Gebhard                           | deutscher Erziehungswissenschaftler an der Universität Hamburg                                              | 82    |       |
| 02. März | Georg Kerner                             | deutscher Politiker                                                                                         | 60    |       |
| 2. März  | Rog Phillips                             | amerikanischer Science-Fiction-Autor                                                                        | 57    |       |
| 2. März  | Edith Layard Stephens                    | südafrikanische Botanikerin und Hochschullehrerin                                                           | 81    |       |
| 3. März  | Gustav Brauner                           | österreichisch-deutscher Maler                                                                              | 85    |       |
| 3. März  | Alfonso Castaldo                         | italienischer Geistlicher, Erzbischof von Neapel und Kardinal                                               | 75    |       |
| 3. März  | Karl Deinhardt                           | deutscher Generalleutnant und Kommunalpolitiker                                                             | 79    |       |
| 3. März  | Joseph Fields                            | US-amerikanischer Dramatiker und Drehbuchautor                                                              | 71    |       |
| 3. März  | William Frawley                          | US-amerikanischer Schauspieler                                                                              | 79    |       |
| 3. März  | Johanna Lürssen                          | deutsche Pädagogin                                                                                          | 84    |       |
| 3. März  | Alice Pearce                             | US-amerikanische Schauspielerin                                                                             | 48    |       |
| 3. März  | Hans Piesch                              | österreichischer Lehrer und Politiker                                                                       | 76    |       |
| 3. März  | Percy Dudgeon Quensel                    | schwedischer Mineraloge                                                                                     | 84    |       |
| 3. März  | Murray Raney                             | US-amerikanischer Maschinenbauingenieur                                                                     | 80    |       |
| 3. März  | Andreas Rieser                           | österreichischer Priester der Römisch-katholischen Kirche und Verfolgter im Nationalsozialismus             | 57    |       |
| 3. März  | Felix Schröder                           | deutscher Kirchenmusiker und Komponist                                                                      | 89    |       |
| 4. März  | Max Kollmar                              | deutscher Kaufmann                                                                                          | 93    |       |
| 4. März  | Jānis Mediņš                             | lettischer Komponist                                                                                        | 75    |       |
| 4. März  | Otto Schellknecht                        | deutscher Politiker (Wirtschaftspartei), MdL                                                                | 77    |       |
| 4. März  | Friedrich Schnelle                       | deutscher Jurist                                                                                            | 84    |       |
| 4. März  | Rudolf Schumann                          | deutscher Volksschullehrer und Forscher                                                                     | 70    |       |
| 4. März  | Charles Thévenaz                         | Schweizer Architekt                                                                                         | 83    |       |
| 4. März  | Ernst Wagner                             | deutscher evangelischer Geistlicher und Theologe                                                            | 87    |       |
| 5. März  | Anna Andrejewna Achmatowa                | russische Dichterin und Schriftstellerin                                                                    | 76    |       |
| 5. März  | Anna Mayr                                | österreichische Politikerin (SPÖ), Vorarlberger Landtagsabgeordnete                                         | 43    |       |
| 5. März  | John Carl Murchie                        | kanadischer Generalleutnant                                                                                 | 70    |       |
| 5. März  | Hans Saupert                             | deutscher Politiker (NSDAP), MdR und SS-Führer                                                              | 69    |       |
| 5. März  | Konstandinos Spetsiotis                  | griechischer Geher                                                                                          |       |       |
| 5. März  | Paul Uschdraweit                         | deutscher Landrat                                                                                           | 74    |       |
| 6. März  | Charles Francis Buddy                    | US-amerikanischer Geistlicher, Bischof von San Diego                                                        | 78    |       |
| 6. März  | Frederick Chubb                          | kanadischer Organist, Chorleiter, Musikpädagoge und Komponist                                               | 80    |       |
| 6. März  | Richard Hagemann                         | niederländischer, später US-amerikanischer Musiker                                                          | 83    |       |
| 6. März  | Leland Hobbs                             | US-amerikanischer Offizier                                                                                  | 74    |       |
| 6. März  | Charles Lomberg                          | schwedischer Leichtathlet                                                                                   | 79    |       |
| 6. März  | Walter Nehb                              | deutscher Sprinter                                                                                          | 57    |       |
| 6. März  | Ivar Paulson                             | estnischer Ethnologe, Religionswissenschaftler und Dichter                                                  | 43    |       |
| 6. März  | Walter Schevenels                        | internationaler Gewerkschaftsfunktionär                                                                     |       |       |
| 7. März  | William Waldorf Astor, 3. Viscount Astor | britischer Politiker, Geschäftsmann und Peer                                                                | 58    |       |
| 7. März  | George Camsell                           | englischer Fußballspieler                                                                                   | 63    |       |
| 7. März  | Hilding Ekman                            | schwedischer Langstreckenläufer                                                                             | 73    |       |
| 7. März  | Georg Faber                              | deutscher Mathematiker                                                                                      | 88    |       |
| 7. März  | Hans Lembke                              | Pflanzenzüchter, Gutsbesitzer und Professor für Pflanzenzucht an der Universität Rostock                    | 88    |       |
| 7. März  | Hans von Ludwiger                        | deutscher Offizier und Politiker (DNVP), MdR                                                                | 88    |       |
| 7. März  | Arno Neumann                             | deutscher Fußballspieler                                                                                    | 81    |       |
| 7. März  | William G. Pickrel                       | US-amerikanischer Politiker                                                                                 | 78    |       |
| 8. März  | Gerhard Mohnike                          | deutscher Mediziner                                                                                         | 48    |       |
| 9. März  | John F. Baldwin                          | US-amerikanischer Politiker                                                                                 | 50    |       |
| 9. März  | Pablo Birger                             | argentinischer Automobilrennfahrer                                                                          | 42    |       |
| 9. März  | Wilhelm Dürks                            | deutscher Studienrat, Dr. phil. und Heimatforscher                                                          | 76    |       |
| 9. März  | Stella Fontaine                          | niederländische Kleinkünstlerin und Kabarettistin                                                           | 76    |       |
| 9. März  | Ferdinand Adalbert Kehrer                | deutscher Neurologe und Psychiater, Hochschullehrer                                                         | 82    |       |
| 9. März  | Henry Stuckey                            | US-amerikanischer Bluesmusiker                                                                              |       |       |
| 10. März | Herbert von Beckerath                    | deutscher Ökonom und Hochschullehrer                                                                        | 79    |       |
| 10. März | Isidoro Croce                            | Abt von Santa Maria di Grottaferrata                                                                        | 74    |       |
| 10. März | Pirmina Fleck                            | Benediktiner-Missionarin in Afrika                                                                          | 71    |       |
| 10. März | Wilhelm Gösser                           | österreichischer Bildhauer                                                                                  | 84    |       |
| 10. März | Hubertus Hitschhold                      | deutscher Offizier, zuletzt Generalmajor im Zweiten Weltkrieg sowie „Stuka“-Pilot der deutschen Luftwaffe   | 53    |       |
| 10. März | Carl Luley                               | deutscher Volksschauspieler                                                                                 | 78    |       |
| 10. März | Helene Merviola                          | österreichische Operettensängerin (Sopran)                                                                  | 82    |       |
| 10. März | Frank O’Connor                           | irischer Schriftsteller                                                                                     | 62    |       |
| 10. März | Boris Iwanowitsch Piip                   | russischer Geologe und Vulkanologe                                                                          | 59    |       |
| 10. März | Slim Rhodes                              | US-amerikanischer Country- und Rockabilly-Sänger                                                            | 52    |       |
| 10. März | Edward John Robeson junior               | US-amerikanischer Politiker                                                                                 | 75    |       |
| 10. März | Frits Zernike                            | niederländischer Physiker                                                                                   | 77    |       |
| 11. März | Wilhelm Ederle                           | deutscher Mediziner                                                                                         | 64    |       |
| 11. März | Karl Kaiser                              | deutscher Richter und Diplom-Ingenieur                                                                      |       |       |
| 11. März | Klaus Schaper                            | deutsches Todesopfer an der innerdeutschen Grenze                                                           | 17    |       |
| 12. März | Victor Brauner                           | französischer Maler                                                                                         | 62    |       |
| 12. März | Sydney Camm                              | englischer Luftfahrtingenieur                                                                               | 72    |       |
| 12. März | Néstor Guillén                           | bolivianischer Politiker                                                                                    | 76    |       |
| 12. März | Lee Meriwether                           | US-amerikanischer Schriftsteller, Jurist und Diplomat                                                       | 103   |       |
| 12. März | Willi Pfeiffer                           | deutscher Fußballspieler                                                                                    | 69    |       |
| 12. März | Norair Martirossowitsch Sissakjan        | armenisch-russischer Biochemiker, Astrobiologe und Hochschullehre                                           | 59    |       |
| 12. März | Roberto Vestrini                         | italienischer Ruderer                                                                                       | 58    |       |
| 12. März | Ed Wachter                               | US-amerikanischer Basketballspieler                                                                         | 82    |       |
| 13. März | Breno Accioly                            | brasilianischer Arzt und Schriftsteller                                                                     | 44    |       |
| 13. März | Guido Bruck                              | österreichischer Numismatiker                                                                               | 45    |       |
| 13. März | Max Clara                                | österreichisch-deutscher Anatom, Entdecker der Clara-Zelle                                                  | 67    |       |
| 13. März | Johann Giesen                            | deutscher Politiker (CDU), MdL                                                                              | 67    |       |
| 13. März | Werner Magnusson                         | schwedischer Langstreckenläufer                                                                             | 75    |       |
| 14. März | Jörg Hartmann                            | deutsches Maueropfer                                                                                        | 10    |       |
| 14. März | Ludmilla Hell                            | österreichische Bühnen- und Filmschauspielerin                                                              | 79    |       |
| 14. März | James Cornelius van Miltenburg           | niederländischer Ordensgeistlicher, Bischof von Hyderabad in Pakistan                                       | 56    |       |
| 14. März | Lothar Schleusener                       | deutsches Maueropfer                                                                                        | 13    |       |
| 14. März | John Slim                                | britischer Ringer                                                                                           | 81    |       |
| 14. März | Josef Stangl                             | österreichischer Geistlicher, Seelsorger und Widerstandskämpfer gegen den Nationalsozialismus               | 54    |       |
| 15. März | James Donahue                            | US-amerikanischer Leichtathlet                                                                              | 79    |       |
| 15. März | Josef Kleffner                           | deutscher Politiker (CDU), MdL                                                                              | 75    |       |
| 15. März | Henry D. Larcade                         | US-amerikanischer Politiker                                                                                 | 75    |       |
| 15. März | Georg Reichert                           | deutscher Musikwissenschaftler                                                                              | 55    |       |
| 15. März | Heinrich Ritter                          | deutscher Politiker (NSDAP), MdR, Oberbürgermeister von Gießen und Mainz                                    | 75    |       |
| 15. März | Heinrich Rogge                           | deutscher Völkerrechtler                                                                                    | 79    |       |
| 15. März | Abe Saperstein                           | US-amerikanischer Unternehmer und Basketballmanager                                                         | 63    |       |
| 15. März | Jacob Buehler Snider                     | US-amerikanischer Politiker                                                                                 | 79    |       |
| 15. März | Grete Weiskopf                           | deutsche Übersetzerin und Jugendbuchautorin                                                                 | 60    |       |
| 16. März | Clarence Powers Bill                     | US-amerikanischer Klassischer Philologe                                                                     | 90    |       |
| 16. März | Richard Engländer                        | deutscher Musikwissenschaftler                                                                              | 77    |       |
| 16. März | Heinrich Lemacher                        | deutscher Komponist                                                                                         | 74    |       |
| 16. März | Joel Stebbins                            | US-amerikanischer Astronom                                                                                  | 87    |       |
| 16. März | Paul Stenzel                             | deutscher Gewerkschafter und Politiker (SPD), MdL                                                           | 64    |       |
| 17. März | Meg Gehrts                               | deutsche Schauspielerin und Autorin                                                                         | 74    |       |
| 17. März | Walter Lang                              | Schweizer Komponist, Pianist und Musikpädagoge                                                              | 69    |       |
| 17. März | Santiago Lovell                          | argentinischer Boxer                                                                                        | 53    |       |
| 17. März | Pedro Nazar                              | argentinischer Fechter                                                                                      | 73    |       |
| 17. März | Anna Walch                               | deutsche Politikerin (CDU)                                                                                  | 78    |       |
| 17. März | Ludwig Weinberger                        | österreichischer Lehrer und Quartärforscher                                                                 | 55    |       |
| 18. März | Simpson Leroy Brown                      | US-amerikanischer Physiker                                                                                  | 84    |       |
| 18. März | Peter Dierichsweiler                     | deutscher Architekt                                                                                         | 74    |       |
| 18. März | Kurt Ebbinghaus                          | deutscher Schauspieler und Hörspielsprecher                                                                 |       |       |
| 18. März | Arthur T. Hannett                        | US-amerikanischer Politiker                                                                                 | 82    |       |
| 18. März | Hermann Hartmann-Drewitz                 | deutscher Landschaftsmaler                                                                                  | 86    |       |
| 18. März | Osvald Helmuth                           | dänischer Schauspieler und Sänger                                                                           | 71    |       |
| 18. März | Kid Howard                               | US-amerikanischer Jazz-Trompeter                                                                            | 57    |       |
| 18. März | Rudolf Müller                            | deutscher Diplomat                                                                                          | 87    |       |
| 18. März | Eberhard Schrewe                         | deutscher Politiker (SPD), MdL                                                                              | 84    |       |
| 18. März | Fritz Uphoff                             | deutscher Maler                                                                                             | 75    |       |
| 19. März | Erik Aaes                                | dänischer Szenenbildner                                                                                     | 66    |       |
| 19. März | Otto Apel                                | deutscher Architekt                                                                                         | 59    |       |
| 19. März | Emil Block                               | deutscher Maler                                                                                             | 81    |       |
| 19. März | Anton Eitel                              | deutscher Historiker                                                                                        | 83    |       |
| 19. März | Willi Marzahn                            | deutsches Todesopfer der Berliner Mauer                                                                     | 21    |       |
| 19. März | Wassyl Mudryj                            | ukrainischer Journalist, Politiker und politischer Aktivist                                                 | 73    |       |
| 19. März | Franz Rogg                               | deutscher Sanitätsoffizier und Hautarzt                                                                     | 79    |       |
| 19. März | Robert Ullmann                           | österreichischer Bildhauer                                                                                  | 62    |       |
| 20. März | August Clüsserath                        | deutscher Maler und Grafiker                                                                                |       |       |
| 20. März | Heinrich Cohn                            | deutscher Rabbiner                                                                                          | 77    |       |
| 20. März | Dimitrios Galanis                        | griechischer Maler und Graveur                                                                              | 86    |       |
| 20. März | Karl Geppert                             | deutscher Politiker                                                                                         | 82    |       |
| 20. März | Willy Kriegel                            | deutscher Maler                                                                                             | 65    |       |
| 20. März | Arno Lange                               | deutscher Hochschullehrer, Studienrat und Genealoge                                                         | 80    |       |
| 20. März | Emma Lautenschlager                      | deutsche Gemeinderätin (Freie Wählervereinigung)                                                            | 84    |       |
| 20. März | Franz Ruhm                               | österreichischer Koch                                                                                       | 69    |       |
| 21. März | Lauri Ikonen                             | finnischer Komponist                                                                                        | 77    |       |
| 22. März | Ai Siqi                                  | chinesischer Revolutionär und marxistischer Theoretiker                                                     | 56    |       |
| 22. März | Bruno Bieler                             | deutscher Offizier, zuletzt General der Infanterie im Zweiten Weltkrieg                                     | 77    |       |
| 22. März | Dallas Brooks                            | britischer General, Gouverneur von Victoria                                                                 | 69    |       |
| 22. März | Wilhelm Dienemann                        | deutscher Geologe                                                                                           | 75    |       |
| 22. März | Richard Hächler                          | Schweizer Architekt                                                                                         | 69    |       |
| 22. März | John Harlin                              | amerikanischer Extrembergsteiger                                                                            | 30    |       |
| 22. März | Jakob Lestschinsky                       | litauisch-israelischer Soziologe                                                                            | 89    |       |
| 22. März | Theodor Oberthür                         | deutscher Politiker (CDU), MdL                                                                              | 75    |       |
| 22. März | Paul Rung-Keller                         | dänischer Komponist, Organist und Glockenexperte                                                            | 87    |       |
| 23. März | August Bach                              | deutscher Journalist und Politiker (CDU), MdV                                                               | 68    |       |
| 23. März | Marie-Elisabeth Lüders                   | deutsche Politikerin (DDP, FDP), MdR und Frauenrechtlerin                                                   | 87    |       |
| 23. März | Otto Reche                               | deutscher Anthropologe, Ethnologe und Hochschullehrer                                                       | 86    |       |
| 23. März | Hermann Solbach                          | deutscher Politiker (CDU der DDR)                                                                           | 71    |       |
| 23. März | Max Strub                                | deutscher Violinvirtuose und Violinpädagoge                                                                 | 65    |       |
| 23. März | Willi Wittrock                           | deutscher Jurist, Verwaltungsbeamter und Politiker (SPD), MdL                                               | 67    |       |
| 24. März | Esko Aaltonen                            | finnischer Soziologe und Volkskundler                                                                       | 73    |       |
| 24. März | Carl Becker                              | deutscher Offizier, zuletzt Generalleutnant im Zweiten Weltkrieg                                            | 71    |       |
| 24. März | Bruno Biehler                            | deutscher Skisportler und Architekt                                                                         | 81    |       |
| 24. März | Alfred N. Richards                       | US-amerikanischer Pharmakologe                                                                              | 90    |       |
| 25. März | Wolja Erichsen                           | dänischer Ägyptologe mit der Spezialisierung auf Koptologie und Demotistik                                  | 75    |       |
| 25. März | Serafima Iljinitschna Gopner             | ukrainisch-sowjetische Politikerin und Historikerin                                                         | 85    |       |
| 25. März | Lola Kreutzberg                          | deutsche Journalistin, Forschungsreisende sowie Dokumentarfilmproduzentin und -regisseurin                  | 78    |       |
| 25. März | Albrecht Landwehr                        | deutscher Jurist, Politiker und Oberbürgermeister von Wuppertal                                             | 84    |       |
| 25. März | Wladimir Fjodorowitsch Minorski          | russischer Orientalist und Iranist                                                                          | 89    |       |
| 25. März | Butch Paul                               | kanadischer Eishockeyspieler                                                                                | 22    |       |
| 25. März | Pravir Chandra Bhanj Deo                 | indischer Herrscher, letzter Raja des indischen Fürstenstaates Bastar                                       | 36    |       |
| 25. März | Edith Watson                             | englisch-britische Suffragette, Frauenrechtlerin und Polizistin                                             | 77    |       |
| 26. März | Victor Hochepied                         | französischer Schwimmer                                                                                     | 82    |       |
| 26. März | Cyril Hume                               | US-amerikanischer Drehbuchautor                                                                             | 66    |       |
| 26. März | Eduard Menth                             | deutscher Politiker (DVP), MdL                                                                              | 81    |       |
| 26. März | Hilde Schrader                           | deutsche Schwimmerin                                                                                        | 56    |       |
| 26. März | Anthony Terlazzo                         | US-amerikanischer Gewichtheber                                                                              | 54    |       |
| 26. März | Anna Pell Wheeler                        | US-amerikanische Mathematikerin und Hochschullehrerin                                                       | 82    |       |
| 26. März | Hans Wolkersdörfer                       | deutscher Politiker (NSDAP), MdR                                                                            | 72    |       |
| 26. März | Otto Zaps                                | deutscher Feuerwehrmann                                                                                     | 84    |       |
| 27. März | José María Albareda                      | spanischer Pharmazeut                                                                                       | 63    |       |
| 27. März | Ragnar Josephson                         | schwedischer Kunsthistoriker und Schriftsteller                                                             | 75    |       |
| 27. März | Karl König                               | österreichischer Heilpädagoge und Begründer der Camphill-Bewegung                                           | 63    |       |
| 27. März | Helen Menken                             | US-amerikanische Schauspielerin                                                                             | 64    |       |
| 27. März | Felix von Mikulicz-Radecki               | deutscher Gynäkologe und Hochschullehrer                                                                    | 73    |       |
| 27. März | Jef Moerenhout                           | belgischer Radrennfahrer                                                                                    | 56    |       |
| 27. März | Franz von Perfall                        | deutscher Forstwirt, Gutsbesitzer und Senator (Bayern)                                                      | 86    |       |
| 27. März | Fritz Rössel                             | deutscher Heilpädagoge                                                                                      | 80    |       |
| 27. März | Russell Smith                            | US-amerikanischer Jazz-Trompeter und Sänger                                                                 |       |       |
| 28. März | Martin Blomberg                          | US-amerikanischer Ingenieur schwedischer Herkunft                                                           | 77    |       |
| 28. März | Pierre Gamel                             | französischer Politiker, Mitglied der Nationalversammlung                                                   | 76    |       |
| 28. März | Heinrich Hartung IV.                     | deutscher Landschaftsmaler                                                                                  | 77    |       |
| 28. März | Franz Hüttenberger                       | österreichischer Politiker (SPÖ), Landtagsabgeordneter, Mitglied des Bundesrates                            | 81    |       |
| 28. März | Max Ilgner                               | Vorstandsmitglied der I.G. Farben                                                                           | 66    |       |
| 28. März | Werner Kortwich                          | deutscher Schriftsteller, Journalist, Übersetzer, Drehbuchautor, Filmproduzent, Dramaturg und Filmregisseur | 67    |       |
| 28. März | Jacob Ludwig Mollath                     | deutscher Kaufmann und Politiker (WP), MdR                                                                  | 80    |       |
| 28. März | Jakob Probst                             | Schweizer Bildhauer                                                                                         | 85    |       |
| 28. März | Samuil Aronowitsch Reinberg              | russischer Röntgenologe und Hochschullehrer                                                                 | 68    |       |
| 28. März | Josef Waitzer                            | deutscher Leichtathlet                                                                                      | 81    |       |
| 29. März | Dschachon Abidowa                        | sowjetische Frauenrechtlerin                                                                                |       |       |
| 29. März | Joseph Deutsch                           | deutscher Bibliothekar                                                                                      | 81    |       |
| 29. März | Jazz Gillum                              | US-amerikanischer Blues-Musiker                                                                             | 61    |       |
| 29. März | Jochen Hauer                             | deutscher Schauspieler bei Bühne und Film sowie ein Theaterregisseur und kurzzeitig auch Theaterintendant   | 66    |       |
| 29. März | Albert-Edouard Janssen                   | belgischer Politiker                                                                                        | 82    |       |
| 29. März | Friedrich Lademann                       | deutscher Ingenieur, Verkehrsplaner und Leiter von Straßenbahngesellschaften                                | 74    |       |
| 29. März | Leon Lumsdaine                           | britischer Moderner Fünfkämpfer                                                                             | 43    |       |
| 29. März | Ike Perkins                              | US-amerikanischer Blues-, R-&-B- und Jazzmusiker (Gitarre)                                                  | 53    |       |
| 29. März | Paul Plontke                             | deutscher Grafiker, Kirchenmaler, Maler, Plakatkünstler und Kunstprofessor                                  | 81    |       |
| 29. März | Friedrich Siebert                        | deutscher Jurist, SS-Führer und bayerischer Politiker (NSDAP)                                               | 62    |       |
| 30. März | Jelly d’Arányi                           | englische Geigerin ungarischer Herkunft                                                                     | 72    |       |
| 30. März | Hermann Bach                             | deutscher Jurist und Staatssekretär                                                                         | 69    |       |
| 30. März | Frederick Gordon Bradley                 | Politiker der Liberalen Partei Kanadas                                                                      | 78    |       |
| 30. März | Elfriede Feudel                          | deutsche Wegbereiterin der Rhythmik                                                                         | 84    |       |
| 30. März | Rudolf Joho                              | Schweizer Theaterschaffender                                                                                | 67    |       |
| 30. März | Richard Knussert                         | deutscher, nationalsozialistischer Historiker und Gaukulturwart                                             | 58    |       |
| 30. März | Maxfield Parrish                         | US-amerikanischer Maler und Illustrator                                                                     | 95    |       |
| 30. März | Rudolf Paulsen                           | deutscher Schriftsteller                                                                                    | 83    |       |
| 30. März | Erwin Piscator                           | deutscher Theaterintendant, Regisseur und Schauspiellehrer                                                  | 72    |       |
| 30. März | Hans Rasp                                | deutscher Bibliothekar                                                                                      | 70    |       |
| 30. März | Erwin Scharfenorth                       | deutscher Journalist                                                                                        | 64    |       |
| 30. März | Eberhard Schulz                          | deutsches Todesopfer der Berliner Mauer                                                                     | 20    |       |
| 31. März | Abraham Babad                            | polnisch-britischer Rabbiner, Präsident der World Agudath Israel Organization                               |       |       |
| 31. März | Karl Satow                               | deutscher Komponist                                                                                         | 81    |       |
| 31. März | Heinrich von Tettenborn                  | deutscher Restaurator von Gemälden                                                                          | 60    |       |